# جيمس وارتون
جيمس وارتون (بالإنجليزية: James Wharton)‏ (3 مارس 1813 بطنجة في المغرب - 25 أبريل 1856 بليفربول في المملكة المتحدة) هو ملاكم مغربي.

## إحصائيات
خاض خلال مسيرته 9 نزالات، فاز في 8 وتعادل في 1 ولم يخسر.